# Rugby-Bundesliga 2001/02
Die Rugby-Bundesliga 2001/02 ist die 31. ihrer Geschichte. 8 Mannschaften spielten um die deutsche Meisterschaft im Rugby. Meister wurde der Deutsche Rugby-Club Hannover (DRC Hannover). Es war das einzige Mal in der Geschichte der Bundesliga und der Deutschen Rugby-Meisterschaft überhaupt, dass kein Endspiel ausgetragen wurde: Es galt der Tabellenstand der Bundesliga bei Abschluss der Saison.

## Abschlusstabelle
| Pl. | Verein              | Sp | Punkte  | Dif  | Pkt |
| 1.  | DRC Hannover        | 14 | 421:169 | +252 | 38  |
| 2.  | RG Heidelberg       | 14 | 414:189 | +225 | 36  |
| 3.  | SC Neuenheim        | 14 | 294:191 | +103 | 32  |
| 4.  | TSV Handschuhsheim  | 14 | 337:253 | 0+82 | 31  |
| 5.  | TSV Victoria Linden | 14 | 197:304 | −107 | 23  |
| 6.  | DSV Hannover 78     | 14 | 208:453 | −247 | 22  |
| 7.  | Berliner Rugby Club | 14 | 216:403 | −187 | 22  |
| 8.  | BSC Offenbach       | 14 | 181:302 | −187 | 20  |

Absteiger: BSC Offenbach 

Aufsteiger: München RFC

## Endspiel
Ein Endspiel fand nicht statt. Sieger wurde der Tabellen-Erste.  